# Шаулиха
Шау́лиха —  село в Україні, у Тальнівській міській громаді, Звенигородського району Черкаської області. Населення становить 502 осіб.

## Історія
Село постраждало внаслідок геноциду українського народу, проведеного окупаційним урядом СССР у 1923—1933 та 1946-1947 роках.